# Giải vô địch thế giới Liên Minh Huyền Thoại 2020
Giải vô địch thế giới Liên Minh Huyền Thoại 2020 (tiếng Anh: 2020 League of Legends World Championship) là Giải vô địch thế giới lần thứ 10 của Liên Minh Huyền Thoại. Giải đấu diễn ra từ ngày 25/9 cho đến 31/10 tại Thượng Hải (Trung Quốc) với trận chung kết và trước đó là lễ khai mạc sẽ được tổ chức tại sân vận động bóng đá Phố Đông (Thượng Hải) như là sự kiện khánh thành của sân vận động này, với số lượng giới hạn 6.312 khán giả do vấn đề đại dịch COVID-19.
Giải đấu được chia thành 3 giai đoạn: vòng khởi động, vòng bảng và vòng loại trực tiếp với sự góp mặt của 22 đội tuyển mạnh nhất từ khắp các khu vực trên thế giới, họ quy tụ lại để tranh nhau chiếc cúp danh giá - Summoner's Cup và chức vô địch của giải đấu Liên Minh Huyền Thoại lớn nhất hành tinh.
Tại trận chung kết diễn ra ở sân vận động bóng đá Phố Đông, đội tuyển DAMWON Gaming của LCK - Hàn Quốc đã xuất sắc giành chiến thắng trước đối thủ Suning của LPL - Trung Quốc với tỉ số 3-1 qua đó trở thành tân vương của giải vô địch Liên Minh Huyền Thoại thế giới.
FunPlus Phoenix là nhà đương kim vô địch, nhưng đã không thể tới CKTG 2020 để bảo vệ ngôi vương sau khi bị loại ở VLKV LPL hè 2020. DAMWON Gaming (Hàn Quốc) lấy lại chức vô địch Thế giới cho LCK sau khi đánh bại hạt giống số 3 Trung Quốc - Suning ở trận Chung Kết. Kim "Canyon" Geon-bu được vinh danh là FMVP của trận Chung kết. Trong khi đó, tuyển thủ đi rừng của Suning - Lê "SofM" Quang Duy trở thành tuyển thủ LMHT người Việt Nam đầu tiên và duy nhất cho tới nay tham dự 1 trận Chung kết của CKTG.

## Địa điểm
| Thượng Hải, Trung Quốc                                      | Thượng Hải, Trung Quốc     | Thượng Hải, Trung Quốc     | Thượng Hải, Trung Quốc     | Thượng Hải, Trung Quốc        |
| ----------------------------------------------------------- | -------------------------- | -------------------------- | -------------------------- | ----------------------------- |
| Vòng khởi động                                              | Vòng bảng                  | Tứ kết                     | Bán kết                    | Chung kết                     |
| Shanghai Media Tech Studio                                  | Shanghai Media Tech Studio | Shanghai Media Tech Studio | Shanghai Media Tech Studio | Sân vận động bóng đá Phố Đông |
| Sức chứa: 0                                                 | Sức chứa: 0                | Sức chứa: 0                | Sức chứa: 0                | Sức chứa: 33.765              |
| Giải vô địch thế giới Liên Minh Huyền Thoại 2020 (Thế giới) |                            |                            |                            |                               |

## Các điểm thay đổi

### Thay đổi chính
- Thượng Hải là thành phố duy nhất tổ chức Giải vô địch thế giới LMHT 2020: Để đảm bảo sức khỏe và sự an toàn của mọi người trong khi vẫn đảm bảo rằng Giải vô địch thế giới 2020 có thể diễn ra, toàn bộ các vòng thi đấu sẽ chỉ được tổ chức tại Thượng Hải.[5][8][9]
- Thi đấu không khán giả: Ngoại trừ trận chung kết, toàn bộ các trận đấu từ vòng khởi động đến bán kết đều thi đấu mà không có khán giả.[10]
- Số lượng đội tuyển tham dự của các khu vực: LPL & LEC - 4 đội, LCK & LCS - 3 đội, PCS & VCS - 2 đội, các khu vực còn lại - 1 đội/khu vực.[11][12]
- Tổng số đội tham dự giảm xuống còn 22 đội: 2 đại diện của khu vực VCS không thể tham dự do các vấn đề liên quan đến đại dịch Covid-19. Do vậy nên thể thức thi đấu tại vòng khởi động & vòng bảng cũng sẽ thay đổi và hạt giống số 3 của LCK sẽ bắt đầu thi đấu tại vòng bảng thay vì vòng khởi động. Dù không thể tham dự nhưng 2 đại diện của Việt Nam vẫn sẽ được chia tiền thưởng như khi họ tham dự. Cụ thể, 2,1% tổng giá trị giải thưởng tại Giải vô địch thế giới 2020 (trong đó, 25% doanh thu từ đợt sales dành cho Trang phục Vô địch Giải vô địch thế giới cùng mẫu mắt sẽ được đóng góp thẳng vào tổng số tiền thưởng chung của giải) sẽ được chia cho Team Flash và GAM Esports.[5]
- Bổ sung tiền thưởng: Ngoài trường hợp của 2 đội VCS ơ trên, BTC còn quyết định trao 0,6% tổng giá trị giải thưởng tại Giải vô địch thế giới 2020 cho Gambit Esports, bởi theo tiết lộ của Riot Games, Gambit Esports - á quân LCL mùa Hè 2020 (khu vực Cộng đồng các quốc gia độc lập) đã được mời sang Trung Quốc để phòng trừ trường hợp đại diện số 1 của LCL là Unicorns of Love (UOL) không thể tham dự do vấn đề visa, nhưng rất may là trường hợp đó đã không xảy ra, và UOL vẫn có thể tham dự.[13][14]

### Thay đổi liên quan
- 2 khu vực Đài Loan/Hồng Kông/Ma Cao - League of Legends Master Series (LMS) và Đông Nam Á - League of Legends SEA Tour (LST) đã được hợp nhất thành khu vực Thái Bình Dương - Pacific Championship Series (PCS).[11]

## Điều kiện tham dự

### Phân loại[15]

#### Hạt giống khu vực
| Hạt giống số 1              | Hạt giống số 1                                               |
| --------------------------- | ------------------------------------------------------------ |
| Vô địch khu vực mùa hè 2020 | LCK, LPL, LEC, LCS, PCS, VCS, CBLOL, LCL, LLA, TCL, LJL, OPL |

| Hạt giống số 2                               | Hạt giống số 2     |
| -------------------------------------------- | ------------------ |
| Điểm tích lũy mùa giải khu vực 2020 cao nhất | LPL, LCK           |
| Á quân khu vực mùa hè                        | LEC, LCS, VCS, PCS |

| Hạt giống số 3             | Hạt giống số 3 |
| -------------------------- | -------------- |
| Vượt qua vòng loại khu vực | LPL, LCK       |
| Hạng 3 khu vực mùa hè 2020 | LEC, LCS       |

| Hạt giống số 4                        | Hạt giống số 4 |
| ------------------------------------- | -------------- |
| Vượt qua vòng loại khu vực nhánh thua | LPL            |
| Hạng 4 khu vực mùa hè 2020            | LEC            |

#### Nhóm hạt giống
- Vòng bảng - Sự kiện chính

| Nhóm hạt giống số 1            |
| ------------------------------ |
| LPL #1, LCK #1, LEC #1, LCS #1 |

| Nhóm hạt giống số 2            |
| ------------------------------ |
| LPL #2, LPL #3, LCK #2, LEC #2 |

| Nhóm hạt giống số 3            |
| ------------------------------ |
| LCK #3, LEC #3, LCS #2, PCS #2 |

| Nhóm hạt giống số 4           |
| ----------------------------- |
| 4 đội vượt qua vòng khởi động |

- Vòng khởi động

| Nhóm hạt giống số 1            |
| ------------------------------ |
| LPL #4, LEC #4, LCS #3, PCS #2 |

| Nhóm hạt giống số 2            |
| ------------------------------ |
| CBLOL, LCL, LLA, TCL, LJL, OPL |

### Các đội đủ điều kiện[16][17][18]
VCS  - Không thể tham dự.
| Khu vực                             | Giải đấu                            | Điều kiện                           | Đội tuyển                           | ID                                  | Seed                                | Pool                                |
| Bắt đầu ở vòng bảng - Sự kiện chính | Bắt đầu ở vòng bảng - Sự kiện chính | Bắt đầu ở vòng bảng - Sự kiện chính | Bắt đầu ở vòng bảng - Sự kiện chính | Bắt đầu ở vòng bảng - Sự kiện chính | Bắt đầu ở vòng bảng - Sự kiện chính | Bắt đầu ở vòng bảng - Sự kiện chính |
| ----------------------------------- | ----------------------------------- | ----------------------------------- | ----------------------------------- | ----------------------------------- | ----------------------------------- | ----------------------------------- |
| Trung Quốc                          | LPL                                 | Vô địch LPL mùa hè 2020             | Top Esports                         | TES                                 | 1                                   | 1                                   |
| Trung Quốc                          | LPL                                 | #1 điểm tích lũy LPL 2020           | JD Gaming                           | JDG                                 | 2                                   | 2                                   |
| Trung Quốc                          | LPL                                 | #1 vòng loại khu vực LPL            | Suning                              | SN                                  | 3                                   | 2                                   |
| Châu Âu                             | LEC                                 | Vô địch LEC mùa hè 2020             | G2 Esports                          | G2                                  | 1                                   | 1                                   |
| Châu Âu                             | LEC                                 | Á quân LEC mùa hè 2020              | Fnatic                              | FNC                                 | 2                                   | 2                                   |
| Châu Âu                             | LEC                                 | #3 LEC mùa hè 2020                  | Rogue                               | RGE                                 | 3                                   | 3                                   |
| Hàn Quốc                            | LCK                                 | Vô địch LCK mùa hè 2020             | DAMWON Gaming                       | DWG                                 | 1                                   | 1                                   |
| Hàn Quốc                            | LCK                                 | #1 điểm tích lũy LCK 2020           | DragonX                             | DRX                                 | 2                                   | 2                                   |
| Hàn Quốc                            | LCK                                 | Vượt qua vòng loại khu vực LCK      | Gen.G Esports                       | GEN                                 | 3                                   | 3                                   |
| Bắc Mỹ                              | LCS                                 | Vô địch LCS mùa hè 2020             | Team SoloMid                        | TSM                                 | 1                                   | 1                                   |
| Bắc Mỹ                              | LCS                                 | Á quân LCS mùa hè 2020              | FlyQuest                            | FLY                                 | 2                                   | 3                                   |
| Thái Bình Dương                     | PCS                                 | Vô địch PCS mùa hè 2020             | Machi Esports                       | MCX                                 | 1                                   | 3                                   |
| Việt Nam                            | VCS                                 | Vô địch VCS mùa hè 2020             | Team Flash                          | FL                                  | 1                                   | -                                   |
| Bắt đầu ở vòng 1 - Vòng khởi động   |                                     |                                     |                                     |                                     |                                     |                                     |
| Trung Quốc                          | LPL                                 | #2 vòng loại khu vực LPL            | LGD Gaming                          | LGD                                 | 4                                   | 1                                   |
| Châu Âu                             | LEC                                 | #4 LEC mùa hè 2020                  | MAD Lions                           | MAD                                 | 4                                   | 1                                   |
| Bắc Mỹ                              | LCS                                 | #3 LCS mùa hè 2020                  | Team Liquid                         | TL                                  | 3                                   | 1                                   |
| Thái Bình Dương                     | PCS                                 | Á quân PCS mùa hè 2020              | PSG Talon                           | PSG                                 | 2                                   | 1                                   |
| Việt Nam                            | VCS                                 | Á quân VCS mùa hè 2020              | GAM Esports                         | GAM                                 | 2                                   | -                                   |
| CIS                                 | LCL                                 | Vô địch khu vực mùa hè 2020         | Unicorns Of Love                    | UOL                                 | 1[!]                                | 2                                   |
| Thổ Nhĩ Kỳ                          | TCL                                 | Vô địch khu vực mùa hè 2020         | Papara SuperMassive                 | SUP                                 | 1[!]                                | 2                                   |
| Nhật Bản                            | LJL                                 | Vô địch khu vực mùa hè 2020         | V3 Esports                          | V3                                  | 1[!]                                | 2                                   |
| Mỹ Latinh                           | LLA                                 | Vô địch LLA mùa bế mạc 2020         | Rainbow7                            | R7                                  | 1[!]                                | 2                                   |
| Brazil                              | CBLOL                               | Vô địch CBLOL mùa đông 2020         | INTZ                                | INTZ                                | 1[!]                                | 2                                   |
| Châu Đại Dương                      | OPL                                 | Vô địch OPL split 2 2020            | Legacy Esports                      | LGC                                 | 1[!]                                | 2                                   |

## Các giai đoạn chính

### Vòng khởi động

#### Vòng 1
- Thời gian: 25/9 - 28/9, bắt đầu từ 15:00 (UTC+7).

##### Bảng A
| A | Đội                 | ID  | Kết quả | Kết quả   |
| - | ------------------- | --- | ------- | --------- |
| 1 | Team Liquid         | TL  | 3 - 1   | Vòng bảng |
| 2 | Legacy Esports      | LGC | 3 - 1   | Vòng 2-2  |
| 3 | Papara SuperMassive | SUP | 2 - 2   | Vòng 2-1  |
| 4 | MAD Lions           | MAD | 1 - 3   | Vòng 2-1  |
| 5 | INTZ                | ITZ | 1 - 3   | Bị loại   |

| Tiebreak    | Tiebreak | Tiebreak | Tiebreak       |
| ----------- | -------- | -------- | -------------- |
| MAD Lions   | T        | B        | INTZ           |
| Team Liquid | T        | B        | Legacy Esports |

##### Bảng B
| B | Đội              | ID  | Kết quả | Kết quả   |
| - | ---------------- | --- | ------- | --------- |
| 1 | PSG Talon        | UOL | 3 - 1   | Vòng bảng |
| 2 | Unicorns Of Love | PSG | 3 - 1   | Vòng 2-2  |
| 3 | Rainbow7         | R7  | 2 - 2   | Vòng 2-1  |
| 4 | LGD Gaming       | LGD | 1 - 3   | Vòng 2-1  |
| 5 | V3 Esports       | V3  | 1 - 3   | Bị loại   |

| Tiebreak   | Tiebreak | Tiebreak | Tiebreak   |
| ---------- | -------- | -------- | ---------- |
| UOL        | B        | T        | PSG Talon  |
| V3 Esports | B        | T        | LGD Gaming |

#### Vòng 2
- Thời gian: 29/9 - 30/9, bắt đầu từ 17:00 (UTC+7).

|  | Vòng loại 1 | Vòng loại 1         | Vòng loại 1 |  |  | Vòng loại 2 | Vòng loại 2         | Vòng loại 2 |
|  |             |                     |             |  |  |             |                     |             |
|  |             |                     |             |  |  | A2          | Legacy Esports      | 0           |
|  | B3          | Rainbow7            | 0           |  |  | B           | LGD Gaming          | 3           |
|  | B4          | LGD Gaming          | 3           |  |  |             |                     |             |
|  |             |                     |             |  |  | B2          | Unicorns Of Love    | 3           |
|  | A3          | Papara SuperMassive | 3           |  |  | A           | Papara SuperMassive | 0           |
|  | A4          | MAD Lions           | 2           |  |  |             |                     |             |

### Vòng bảng
- Thời gian:
  - Lượt đi: 3 - 6/10, bắt đầu từ 15:00 (UTC+7).
  - Lượt về: 8 - 11/10, bắt đầu từ 15:00 (UTC+7).

#### Bảng A
| A | Đội           | ID  | Kết quả | Kết quả |
| - | ------------- | --- | ------- | ------- |
| 1 | Suning        | SN  | 4 - 2   | Tứ kết  |
| 2 | G2 Esports    | G2  | 4 - 2   | Tứ kết  |
| 3 | Team Liquid   | TL  | 3 - 3   | Bị loại |
| 4 | Machi Esports | MCX | 1 - 5   | Bị loại |

| Tiebreak | Tiebreak | Tiebreak | Tiebreak   |
| -------- | -------- | -------- | ---------- |
| Suning   | T        | B        | G2 Esports |

#### Bảng B
| B | Đội           | ID  | Kết quả | Kết quả |
| - | ------------- | --- | ------- | ------- |
| 1 | DAMWON Gaming | DWG | 5 - 1   | Tứ kết  |
| 2 | JD Gaming     | JDG | 4 - 2   | Tứ kết  |
| 3 | PSG Talon     | PSG | 2 - 4   | Bị loại |
| 4 | Rogue         | RGE | 1 - 5   | Bị loại |

#### Bảng C
| C | Đội           | ID  | Kết quả | Kết quả |
| - | ------------- | --- | ------- | ------- |
| 1 | Gen.G Esports | GEN | 5 - 1   | Tứ kết  |
| 2 | Fnatic        | FNC | 4 - 2   | Tứ kết  |
| 3 | LGD Gaming    | LGD | 3 - 3   | Bị loại |
| 4 | Team SoloMid  | TSM | 0 - 6   | Bị loại |

#### Bảng D
| D | Đội              | ID  | Kết quả | Kết quả |
| - | ---------------- | --- | ------- | ------- |
| 1 | Top Esports      | TES | 5 - 1   | Tứ kết  |
| 2 | DragonX          | DRX | 4 - 2   | Tứ kết  |
| 3 | FlyQuest         | FLY | 3 - 3   | Bị loại |
| 4 | Unicorns Of Love | UOL | 0 - 6   | Bị loại |

### Vòng loại trực tiếp
- Thời gian:
  - Tứ kết: 15 - 18/10, bắt đầu từ 17:00 (UTC+7).
  - Bán kết: 24 - 25/10, bắt đầu từ 17:00 (UTC+7).
  - Chung kết: 31/10, bắt đầu từ 17:00 (UTC+7).

|  | Tứ kết | Tứ kết        | Tứ kết |               |     | Bán kết     | Bán kết | Bán kết |  |  | Chung kết | Chung kết | Chung kết |  |
|  |        |               |        |               |     |             |         |         |  |  |           |           |           |  |
|  | LPL    | Top Esports   | 3      |               |     |             |         |         |  |  |           |           |           |  |
|  | LPL    | Top Esports   | 3      |               |     |             |         |         |  |  |           |           |           |  |
|  | LEC    | Fnatic        | 2      |               |     |             |         |         |  |  |           |           |           |  |
|  | LEC    | Fnatic        | 2      |               | LPL | Top Esports | 1       |         |  |  |           |           |           |  |
|  |        |               |        |               | LPL | Top Esports | 1       |         |  |  |           |           |           |  |
|  |        |               | LPL    | Suning        | 3   |             |         |         |  |  |           |           |           |  |
|  | LPL    | Suning        | LPL    | Suning        | 3   | 3           |         |         |  |  |           |           |           |  |
|  | LPL    | Suning        |        |               |     |             |         |         |  |  |           |           |           |  |
|  | LPL    | JD Gaming     | 1      |               |     |             |         |         |  |  |           |           |           |  |
|  | LPL    | JD Gaming     | 1      |               | LPL | Suning      | 1       |         |  |  |           |           |           |  |
|  |        |               |        |               |     |             |         |         |  |  |           |           |           |  |
|  |        |               | LCK    | DAMWON Gaming | 3   |             |         |         |  |  |           |           |           |  |
|  | LCK    | Gen.G Esports | LCK    | DAMWON Gaming | 3   | 0           |         |         |  |  |           |           |           |  |
|  | LCK    | Gen.G Esports |        |               |     |             |         |         |  |  |           |           |           |  |
|  | LEC    | G2 Esports    | 3      |               |     |             |         |         |  |  |           |           |           |  |
|  | LEC    | G2 Esports    | 3      |               | LEC | G2 Esports  | 1       |         |  |  |           |           |           |  |
|  |        |               |        |               | LEC | G2 Esports  | 1       |         |  |  |           |           |           |  |
|  |        |               | LCK    | DAMWON Gaming | 3   |             |         |         |  |  |           |           |           |  |
|  | LCK    | DAMWON Gaming | LCK    | DAMWON Gaming | 3   | 3           |         |         |  |  |           |           |           |  |
|  | LCK    | DAMWON Gaming |        |               |     |             |         |         |  |  |           |           |           |  |
|  | LCK    | DragonX       | 0      |               |     |             |         |         |  |  |           |           |           |  |

## Thông tin thêm

### Cúp giải đấu
Xuất hiện từ Giải vô địch thế giới lần thứ 2 (2012) Riot đã ủy thác cho một thương hiệu về bạc rất nổi tiếng ở London (Anh) để làm chiếc cúp này là Thomas Lyte Silver – nơi đã làm nên chiếc cup FA (chiếc cup của giải bóng đá lâu đời nhất thế giới The FA Cup) hay chiếc Ryder cup (Golf). Summoner's cup có khối lượng lên tới 32 kg – có khá ít người đoán được chính xác khối lượng chiếc cúp này vì nhìn sơ thì trông nó khá nhẹ. Nó được làm ra bởi 18 người thợ cơ khí trong suốt 2 tháng trời. Có một điều bất ngờ ở đây, chính là dự án làm chiếc cúp này thật ra không phải do Riot nghĩ ra mà do cộng đồng game thủ Liên Minh Huyền Thoại vẽ nên và sau đó đưa lên Riot. Trải qua vài lần chỉnh sửa bản vẽ, chúng ta có được chiếc cúp ngày hôm nay.
Bắt đầu từ Giải vô địch thế giới 2019, Louis Vuitton (LV), thương hiệu thời trang xa xỉ nổi tiếng thế giới, đã hợp tác với Riot Games để tạo ra hộp đựng Cúp Summoner, và sẽ được trao cho nhà vô địch của Giải vô địch thế giới. Hộp có họa tiết truyền thống của LV cùng những yếu tố tiên tiến lấy cảm hứng từ vũ trụ LMHT.

### Lễ khai mạc
Tại lễ khai mạc trận chung kết Giải vô địch thế giới Liên Minh Huyền Thoại 2020, nhóm nhạc nữ K/DA đã quay trở lại và trình diễn ca khúc More nằm trong album All Out, cùng với đó sân khấu được kết hợp công nghệ tân tiến Unreal Engine 5, sửa đổi bởi Possible Productions & LuxMC, lễ khai mạc có hơn 40 nghệ sĩ tham gia biểu diễn và công nghệ VR, AR, XR được áp dụng.
Trước đó, David Higdon, Trưởng bộ phận Truyền thông Esports Toàn cầu tại Riot Games cho biết, "Đây là hệ thống kết xuất thực tế hỗn hợp tiên tiến nhất trên thế giới, sẽ kết xuất trong thời gian thực ở độ phân giải 32k và 60 FPS. Nó thật sự rất tuyệt vời. Giải vô địch thế giới 2020 sẽ không giống như bất cứ điều gì bạn đã thấy trước đây." 

## Thứ hạng chung cuộc

### Danh hiệu
|                                          |
| F.MVP DAMWON Gaming Kim "Canyon" Geon-bu |

|                                                         |
| 20 · Vô địch · LPL · DAMWON Gaming Vô địch lần đầu tiên |
|                                                         |

|                   |
| Á quân LCK Suning |

### Bảng xếp hạng
| Thứ hạng  | GT ($)           | GT (%) | Đội tuyển           | Khu vực |
| --------- | ---------------- | ------ | ------------------- | ------- |
| 1st       |                  | 25%    | DAMWON Gaming       | LCK     |
| 2nd       |                  | 17.5%  | Suning              | LPL     |
| 3rd-4th   |                  | 9%     | Top Esports         | LPL     |
| 3rd-4th   | G2 Esports       | 9%     | LEC                 |         |
| 5th-8th   |                  | 4.5%   | Fnatic              | LEC     |
| 5th-8th   | JD Gaming        | 4.5%   | LPL                 |         |
| 5th-8th   | Gen.G Esports    | 4.5%   | LCK                 |         |
| 5th-8th   | DragonX          | 4.5%   | LCK                 |         |
| 9th-12th  |                  | 2.5%   | Team Liquid         | LCS     |
| 9th-12th  | PSG Talon        | 2.5%   | PCS                 |         |
| 9th-12th  | LGD Gaming       | 2.5%   | LPL                 |         |
| 9th-12th  | FlyQuest         | 2.5%   | LCS                 |         |
| 13th-16th |                  | 1.5%   | Machi Esports       | PCS     |
| 13th-16th | Rogue            | 1.5%   | LEC                 |         |
| 13th-16th | Team SoloMid     | 1.5%   | LCS                 |         |
| 13th-16th | Unicorns Of Love | 1.5%   | LCL                 |         |
| 17th      |                  | 1%     | Papara SuperMassive | TCL     |
| 18th      | Legacy Esports   | 1%     | OPL                 |         |
| 19th      |                  | 0.75%  | MAD Lions           | LEC     |
| 20th      | Rainbow7         | 0.75%  | LLA                 |         |
| 21st-22nd |                  | 0.6%   | INTZ                | CBLoL   |
| 21st-22nd | V3 Esports       | 0.6%   | LJL                 |         |
| -         |                  | 2.1%   | Team Flash          | VCS     |
| -         | GAM Esports      | 2.1%   |                     | VCS     |
| -         |                  | 0.6%   | Gambit Esports      | LCL     |

## Thống kê

### Vòng khởi động
| Tổng số trận đấu đã diễn ra                  | 38                                      |
| Thời lượng trung bình                        | 32'25                                   |
| Số điểm hạ gục trung bình/trận               | 27                                      |
| Trận đấu có thời gian ngắn nhất              | Legacy Esports vs Team Liquid ( 20'25)  |
| Trận đấu có thời gian dài nhất               | Legacy Esports vs INTZ ( 40'48)         |
| Trận đấu có nhiều điểm hạ gục nhất           | V3 Esports vs Unicorns Of Love (40 ĐHG) |
| Tuyển thủ có KDA cao nhất                    | PSG Uniboy (24.0)                       |
| Tuyển thủ có chỉ số lính trung bình cao nhất | V3 Archer (9.6 CS)                      |

### Sự kiện chính
| Tổng số trận đấu đã diễn ra                  | 76                                   |
| Thời lượng trung bình                        | 32'01                                |
| Số điểm hạ gục trung bình/trận               | 26                                   |
| Trận đấu có thời gian ngắn nhất              | G2 Esports vs DAMWON Gaming ( 19'03) |
| Trận đấu có thời gian dài nhất               | Gen.G Esports vs LGD Gaming ( 45'28) |
| Trận đấu có nhiều điểm hạ gục nhất           | JD Gaming vs DAMWON Gaming (43 ĐHG)  |
| Tuyển thủ có KDA cao nhất                    | DWG Canyon (8.1)                     |
| Tuyển thủ có chỉ số lính trung bình cao nhất | DRX Chovy (9.6 CS)                   |

| Tuyển thủ    | Vai trò    | Trận đấu                                    | Tướng |
| ------------ | ---------- | ------------------------------------------- | ----- |
| Bin (Suning) | Đường trên | Suning vs DAMWON Gaming tại chung kết ván 2 | Fiora |

### Trang chủ
- Trang chủ